# Vojtěch Adam
Vojtěch Adam (2. května 1982 Brno – 21. května 2024 Brno-Bohunice) byl český chemik, molekulární biolog a v letech 2014–2022 prorektor Mendelovy univerzity v Brně. V říjnu 2021 byl zvolen rektorem Mendelovy univerzity a jmenován v lednu následujícího roku. V důsledku kauzy sporných publikací však rezignoval den před nástupem do nejvyšší univerzitní funkce.

## Život
Absolvoval studium na Střední průmyslové škole chemické, poté vystudoval Přírodovědeckou fakultu Masarykovy univerzity, obor Analytická chemie. Postgraduálně zde pak studoval obor Molekulární a buněčná biologie. V roce 2007 se stal doktorem přírodních věd, v roce 2010 získal titul Ph.D. a v roce 2012 se habilitoval. V roce 2015 byl jmenován profesorem v oboru chemie. Od roku 2007 působil na Mendelově univerzitě v Brně, kde se stal prorektorem pro tvůrčí činnost a vedoucím Ústavu chemie a biochemie.
Dne 26. ledna 2022 jej prezident republiky Miloš Zeman jmenoval rektorem Mendelovy univerzity v Brně. Jmenování se kvůli nemoci nezúčastnil, příslušnou listinu obdržel poštou. Funkci měl po Danuši Nerudové převzít 1. února 2022. Na podzim 2021 se však stal podezřelým ze záměrných úprav obrazových dat v publikovaných vědeckých článcích. Výsledky výzkumu, na němž se podílel, zpochybnili nizozemská mikrobioložka Elisabeth Biková a ukrajinsko-německý molekulární biolog Leonid Schneider. Proti jeho praktikám se pak vymezila i Vědecká rada Akademie věd České republiky.
Nerudová iniciovala vznik mezinárodní expertní komise, která měla podezření prošetřit. Komise dospěla k závěru, že Adamova výzkumná skupina v konkrétních případech nedodržovala etiku vědecké práce. V několika jeho odborných článcích našla pochybení, která podle ní spadají od „hrubé nedbalosti při kontrole kvality“ až po „jasné známky manipulace s daty“. Tyto články doporučila stáhnout z časopisů. Adam se za chyby omluvil, významný dopad na hlavní závěry těchto prací podle něj ale neměly.
Vzhledem k závěrům komise mu Nerudová doporučila rezignaci. K témuž kroku ho v otevřeném dopise vyzval také předseda spolku Učená společnost ČR Pavel Jungwirth. Adam nejdříve odmítl takový krok učinit, když podle jeho názoru nebyla pochybení u vědeckých prací tak závažná. Nakonec však rezignoval 31. ledna 2022, den před nástupem do funkce rektora. Univerzitní akademický senát tak začal připravovat opakovanou volbu, jejíž trvání předseda senátu Jiří Skládanka odhadl přibližně na dva měsíce. V mezidobí byl vedením univerzity pověřen náměstek ministra školství Robert Plaga, který stál v čele školy dva měsíce. V březnu 2022 byl zvolen a prezidentem jmenován nový rektor Jan Mareš, který do funkce nastoupil 31. března 2022.
Vojtěch Adam měl tři starší sestry a jednoho staršího bratra. Od roku 2014 byl ženatý. Zemřel dne 21. května 2024 po krátkém boji s rakovinou ve věku 42 let. Poslední rozloučení proběhlo v kostele v Žabovřeskách.